# La Fièvre des tropiques
Pour plus de détails, voir Fiche technique et Distribution.

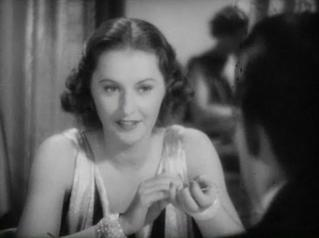
Barbara Stanwyck

La Fièvre des tropiques (His Brother's Wife) est un film américain réalisé par W. S. Van Dyke, sorti en 1936.

## Fiche technique
- Titre : La Fièvre des tropiques
- Titre original : His Brother's Wife
- Réalisation : W. S. Van Dyke, assisté de Joseph Newman (non crédité)
- Scénario : Leon Gordon et John Meehan, d'après une histoire de George Auerbach
- Dialogues : Tess Slesinger
- Production : W. S. Van Dyke et Lawrence Weingarten
- Société de production : Metro-Goldwyn-Mayer
- Musique : Franz Waxman
- Photographie : Oliver T. Marsh
- Montage : Conrad A. Nervig
- Direction artistique : Cedric Gibbons
- Costumes : Dolly Tree
- Pays d'origine : États-Unis
- Langue : anglais
- Format : Noir et blanc - Son : Mono (Western Electric Sound System)
- Genre : Drame
- Durée : 88 minutes
- Date de sortie :
  - États-Unis : 7 août 1936

## Distribution
- Barbara Stanwyck : Rita Wilson Claybourne
- Robert Taylor : Chris Claybourne
- Jean Hersholt : Professeur 'Pop' Fahrenheim
- Joseph Calleia : Fish-Eye
- John Eldredge : Tom Claybourne
- Samuel S. Hinds : Docteur Claybourne
- Phyllis Clare : Clara
- Leonard Mudie : Pete
- Jed Prouty : Bill Arnold
- Pedro de Cordoba : Docteur Capolo
- Rafael Corio : Capitaine Tanetz
- William Stack : M. Winters
- Edgar Edwards : Charlie

Acteurs non crédités
- Jean Acker : Mlle Benson, infirmière
- George Davis : Le laitier
- Frank Puglia : Un employé d'hôtel